# ناحیه واکیسو
ناحیه واکیسو (به لاتین: Wakiso District) یک منطقهٔ مسکونی در اوگاندا است که در استان مرکزی، اوگاندا واقع شده‌است. ناحیه واکیسو ۱٬۹۰۶٫۷ کیلومتر مربع مساحت و ۱٬۹۹۷٬۴۱۸ نفر جمعیت دارد و ۱٬۲۰۰ متر بالاتر از سطح دریا واقع شده‌است.